# Lužiška Nisa
Lužiška Nisa (lužiščina Łužiska/Łužyska Nysa, češko Lužická Nisa, nemško Lausitzer Neiße, poljsko Nysa Łużycka), tudi Zahodna Nisa, je reka, ki izvira na Češkem. Na njenem ozemlju teče 54 km, medtem ko 198 km predstavlja mejo med Poljsko in Nemčijo; skupaj je dolga 252 km.
Nato se izliva v Odro. Njeno porečje znaša 4.297 km².
Pomembnejša naselja ob reki so: Jablonec nad Nisou, Vratislavice, Liberec, Zittau, Bogatynia, Görlitz, Pieńsk, Bad Muskau, Forst, Guben, ...